# Chamaexeros
Chamaexeros es un género con cuatro especies de plantas con flores perteneciente a la familia Laxmanniaceae.

## Taxonomía
El género fue descrito por George Bentham  y publicado en Flora Australiensis: a description . . . 7: 92, 110. 1878.

## Especies
- Chamaexeros fimbriata Benth.
- Chamaexeros longicaulis T.D.Macfarl.
- Chamaexeros macranthera Kuchel
- Chamaexeros serra Benth.